# Pobol y Cwm
Pobol y Cwm – walijska opera mydlana emitowana od października 1974 roku. Jest nadawana pięć razy w tygodniu.
Akcja serialu rozgrywa się w fikcyjnej wiosce Cwmderi. Jest to jeden z najchętniej oglądanych programów na kanale S4C.